# Кристиансен, Кристиан (исследователь)
Кристиан Кристиансен (норв. Kristian Kristiansen; 16 февраля 1865, Огндал, Шведско-норвежское королевство — 30 июня 1943, Стейнхьер, Норвегия) — норвежский путешественник, исследователь и лыжник.

## Биография
Кристиан Кристиансен родился 16 февраля 1865 года на ферме Трана в городе Огндал в Норвегии. Кристиан с ранних лет был вынужден упорно работать, и хорошо проявил себя как на суше, так и в море. В 1881 году 16-летний он показал себя, как хороший лыжник, приняв участие в лыжном мероприятии, где занял 13-е место.
В 1879 году юный Кристиан Кристиансен познакомился с Отто Свердрупом. Это была не первая встреча Кристиансена со Свердрупами, так как за 5 лет до этого отец Отто, Ульрих Свердруп, выкупил на аукционе ферму Трана, из которой сам Кристиан был родом.
В 1888 году Отто Свердруп предложил Нансену Фритьофу взять Кристиана в экспедицию по пересечению Гренландии на лыжах. Нансен был согласен с выбором Отто, и таким образом Кристиан стал самым молодым участником экспедиции, на момент которой тому было 24 года. Так как Нансен был только на 2 года старше Кристиансена, он занял второе по молодости место среди членом экспедиции (любопытно, что следующее место занял Сэмюэль Балто, который был старше Нансена на 5 месяцев). Несмотря на то, что Нансен не пожалел о выборе в качестве одного из участников Кристиана, последний сомневался в выборе первого. Тем более что Кристиан должен был помогать отцу Отто, Ульриху Свердрупу, в предстоящей работе. Тем не менее, Ульрих освободил Кристиана от обязанностей на полгода, в течение которых должна была продлиться экспедиция.
В экспедиции Кристиан, как позже писал Нансен, оказался «причудливым, но приятным человеком». В экспедиции все доверяли Кристиану. Особенно пригодился опыт Свердрупа и Кристиансена во время переправы двух лёгких лодок с участниками экспедиции через льды к берегам Гренландии. Одну из лодок позже приходилось чинить, заделывая в ней дыры, нанесённые льдами. Несмотря на это, во время экспедиции Нансен раскритиковал Кристиана за то, что тот съел около четверти находившегося в запасах экспедиции масла. Это привело к тому, что Кристиан набрал лишний вес. Вместе с тем, у Кристиансена была выявлена табачная зависимость, от которой страдали ещё Свердруп, Балто и Олаф Дитриксон. Нансену пришлось выдавать табачные изделия участникам экспедиции только каждое воскресенье. Балто предложил разделить всё количество табака на 4 раза для экономии, а в качестве замены всего остального жевать смолу. Ко всему этому, во время экспедиции Кристиансен повредил колено, когда Балто и Оле Равна отказались тащить за собой сани по инициативе Нансена. Начальнику экспедиции также принадлежала идея использования по спальному мешку на трёх человек для экономии веса и тепла. В итоге, экспедиция была поделена на 2 группы: Нансен, Олаф и Отто спали в одном мешке, а Кристиан, Оле и Балто — в другом.
По прибытии в Готхаб, такими же группами экспедиция поселилась в двух домах местных жителей: Нансен, Свердруп и Дитрихсон жили с Лауритом Бистрапом, а Кристиансен, Балто и Равна разместились в другом доме. На период зимовки Кристиан вместе с Балто не раз принимал участие в местных танцевальных вечерах, устраиваемых жителями этих краёв.
30 мая 1889 года экспедиция благополучно достигла Кристиании, где участников встретила большая толпа. Празднование возвращения домой для Кристиана и Нансена продолжилось до 10 июня, когда оба достигли Трондхейма, а затем Стейнхьера, где тех встретили мэр и судья. За своё участие в экспедиции, Кристиансен получил медали от Норвегии, Швеции и Дании. Он также был назначен почетным членом Стейнкджера Скиклубба, где Кристиан получил почетную медаль клуба во время своего 50-летнего юбилея 29 декабря 1935 года.
В 1893 году Нансен позвал Кристиана в новую экспедицию. Достигнув Трондхейма вместе со Свердрупом, Кристиан принял решение отказаться от своего участия в экспедиции, так как уже был женат и стал отцом. Через неделю Кристиан покинул Трондхейм и воссоединился с семьёй.
Позже, Кристиан работал на ферме в Верхней Тране в течение нескольких лет, но в конечном итоге стал планировщиком земли. В 1905 году Кристиан устроился на работу в гостиную местной кампании, на которой проработал до конца своей жизни.
30 июня 1943 года Кристиан Кристиансен скончался в Стейнхьере и был похоронен 6 июля того же года.

## Галерея

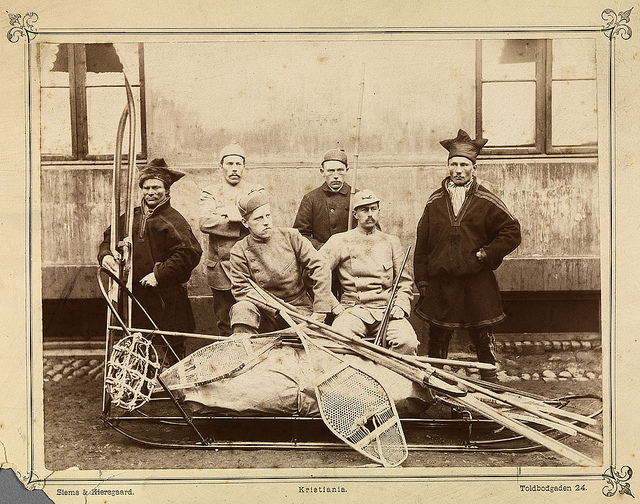
Кристиан (второй справа на втором плане) во время экспедиции
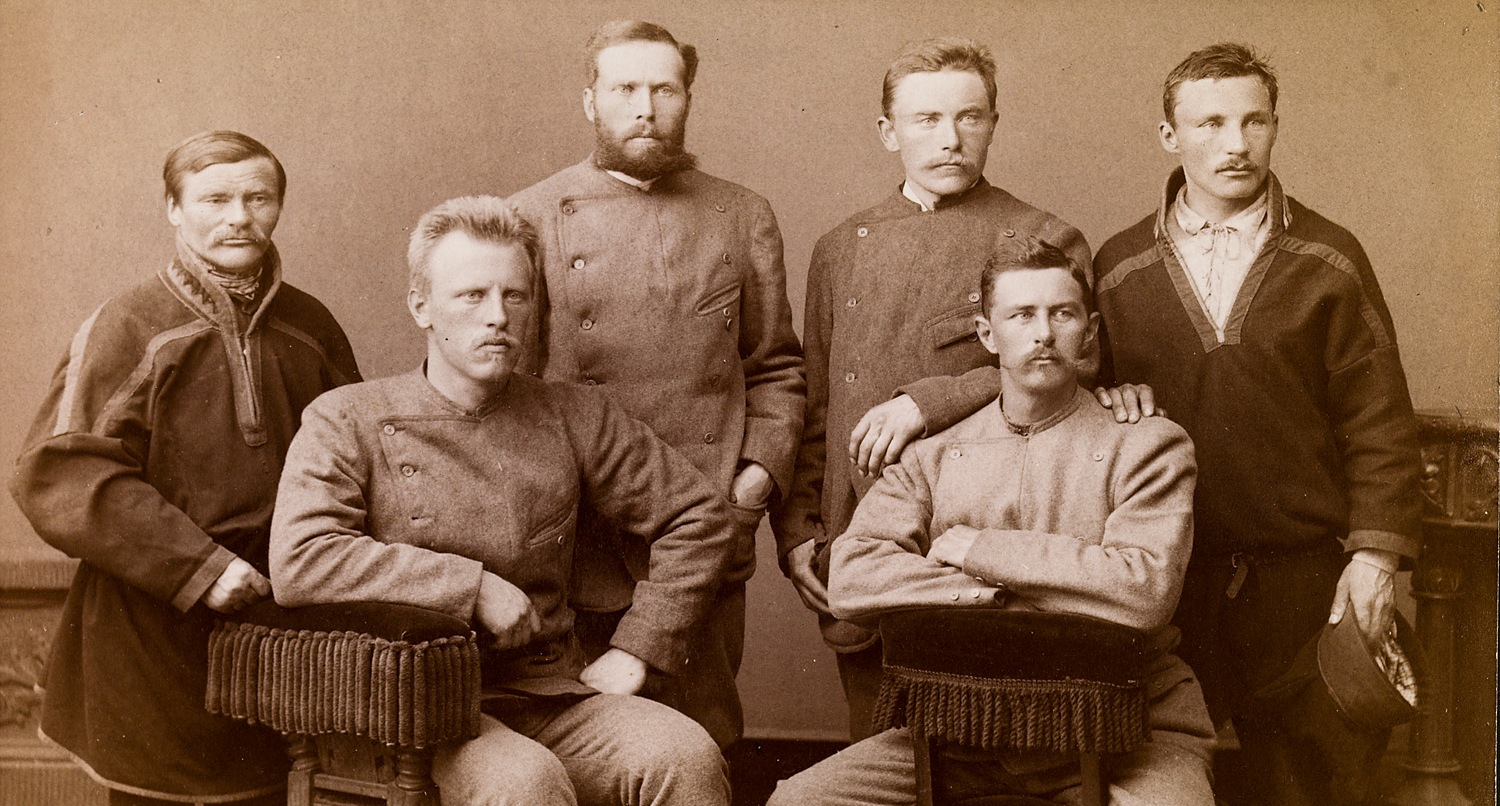
Кристиан (второй справа на втором плане) со всеми участниками экспедиции
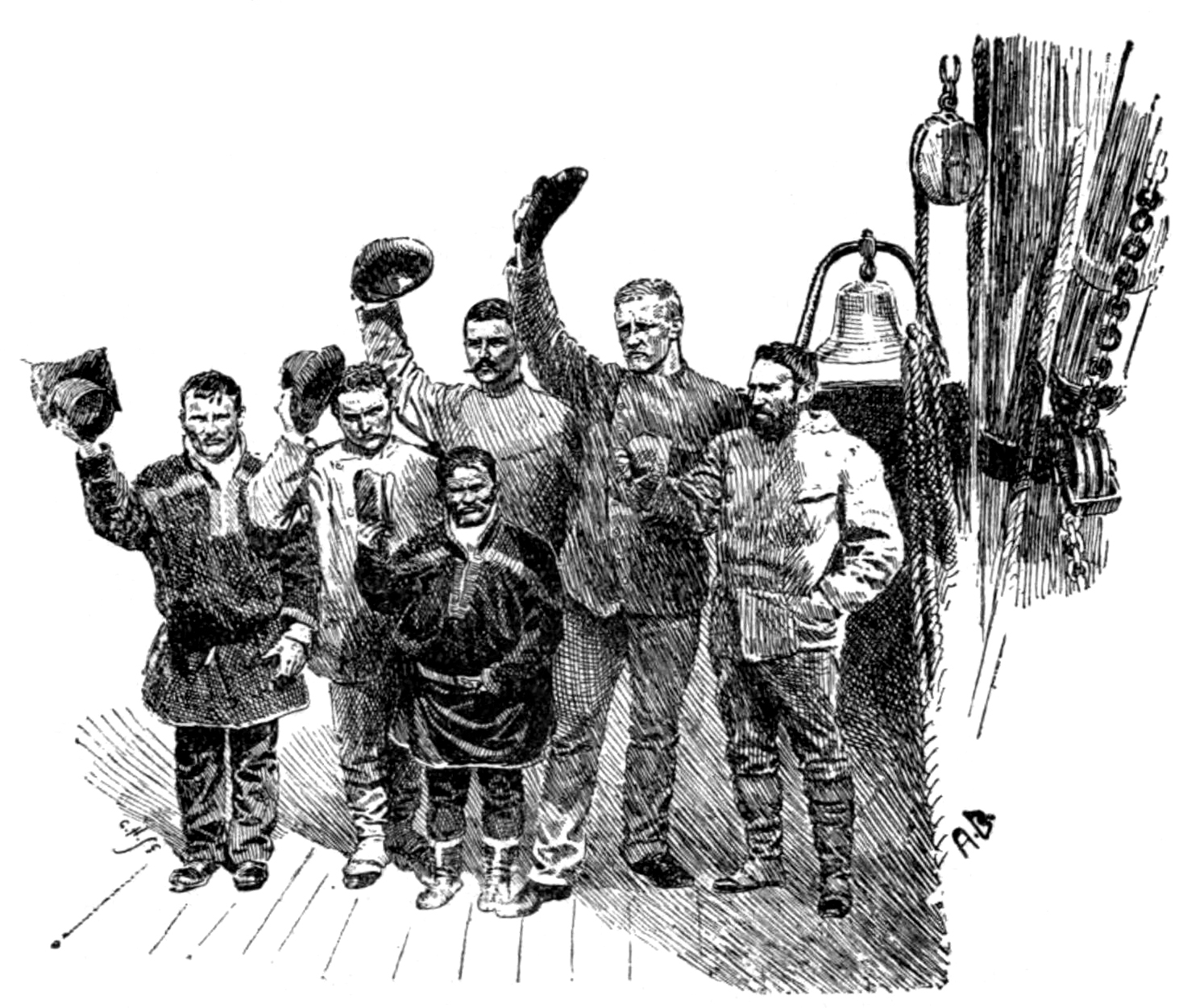
Кристиан (второй слева на втором плане) во время возвращения из экспедиции